# Кузи (приток Пызепа)
Кузи — река в Балезинском районе Удмуртии, правый приток Пызепа (бассейн Волги). Длина реки составляет 14 км.
Берёт начало в западнее села Мартеленки. Течёт на юго-восток. Впадает в Пызеп южнее села Брагино в 39 км от устья.
На берегу реки находится бывшая деревня У Речки Кузи (Верх-Люкинское сельское поселение Балезинского района Удмуртии).